# Chlaeniini
Los cleniínos (Chlaeniini) son una tribu de coleópteros adéfagos de la familia Carabidae. 

## Subtribus

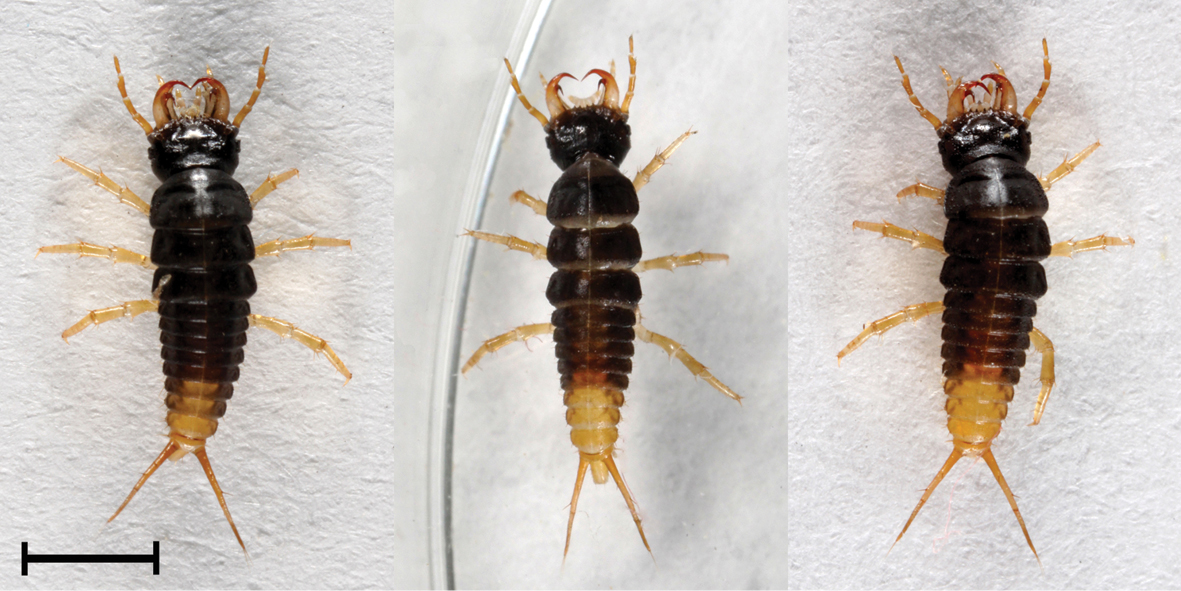
Larvas

Tiene las siguientes subtribus:
- Callistina Laporte, 1834
- Chlaeniina Brullé, 1834